# Rakahanga
Rakahanga (andere Namen: Gente Hermosa, Reirson Island oder Grand Duke Alexander Island, von den Einheimischen auch Tapuahua genannt) ist ein entlegenes Atoll der Cookinseln im Pazifischen Ozean. Das Atoll liegt 1250 km nördlich der Hauptstadt der Cookinseln, Avarua auf Rarotonga, sowie 1110 km südlich des Äquators. Die nächstgelegene Insel ist das etwa 40 km entfernte Manihiki im Süden.
Das Atoll besteht aus zwei Hauptinseln und sieben Motu (Riffinseln) in der Lagune. Im Osten sind dies Akaro, Motu Ngangle, Huananul, Motu Mahuta und Motu Okakara; auf der Südwestseite befinden sich das Eiland Te Kainga und die breiteste Passage in die Lagune.
Die Inseln haben eine Landfläche von insgesamt lediglich 4,1 km² und liegen so niedrig, dass der Anstieg des Meeresspiegels durch die globale Erwärmung eine ernsthafte Bedrohung darstellt. Im Jahr 2021 bewohnten 81 Menschen die Insel.

## Geschichte
Es wird angegeben, dass Ferdinand Magellan die Insel 1521 für die Europäer entdeckt habe, dies wird von Historikern der Inselgeschichte jedoch nicht unterstützt. Eine der letzten großen Entdeckungsreisen der Spanier unter dem Kommando von Pedro Fernández de Quirós erreichte die Insel am 2. März 1606. Er schrieb in einer Beschreibung der Reise: „Das Land ist unter vielen Eigentümern aufgeteilt und mit einer gewissen Wurzel bepflanzt, die ihr Brot sein muss. Der Rest der Insel ist ein großer, dichter Palmenhain, der die Nahrungsgrundlage der Eingeborenen ist. Um die 500 Einwohner sah man an der Küste versammelt.“
Ein mitreisender Franziskanerbruder war so von Bewunderung bewegt, dass er die Insel gente hermosa („Insel der schönen Menschen“) nannte. De Quiros beschreibt die Einwohner als „die schönsten weißen und eleganten Menschen, denen wir während der Reise begegneten“.
Im Jahre 1854 wurde Rakahanga von Missionaren der London Missionary Society, die aus Rarotonga kamen, missioniert.
Die Insel wurde unter dem Guano Islands Act von 1856 für die USA beansprucht. Dieser Anspruch wurde 1980 in einem Vertrag zwischen den USA und Neuseeland offiziell an Neuseeland abgetreten.
Commander A. C. Clarke der Sloop HMS Espiegle erklärte die Insel am 9. August 1889 zum britischen Protektorat. Sie wurde 1901 als Teil Neuseelands angesehen.

## Natur
In der Lagune leben zahlreiche Palmendiebe, das äußere Riff bietet gute Bedingungen für den Fischfang, hier leben auch zahlreiche Meeresschildkröten. Jeden Januar findet ein Wettfischen nach Thunfisch statt, bei dem die Boote täglich mehr als 200 Fische anlanden.
Die Insel ist dicht bewachsen. Große Brotfruchtbäume säumen die Dorfpfade und Kokospalmen und Schraubenbäume gedeihen. Aus den Fasern der Blätter des Schraubenbaums stellen die Frauen Hüte, Matten und Körbe her.
Die Insel ist sehr schwer zu erreichen, nur mit gelegentlich von Manihiki aus verkehrenden Booten.
Die Sprache der Einheimischen ist Rakahanga-Manihiki.